# Cigales periòdiques

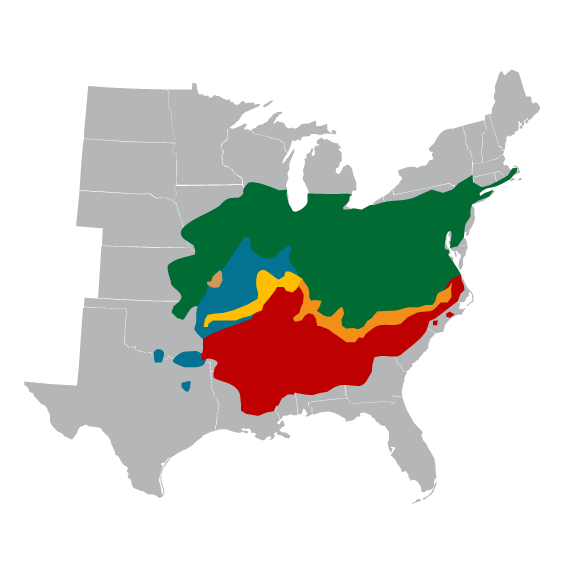
Distribució de les espècies del gènere Magicicada als EUA: verd = distribució de cigales de 17 anys; vermell = distribució de cigales de 13 anys; blau = M. neotredecim; Tons grocs = zones superposades

Magicicada és el gènere d'insectes hemípters de la família Cicadidae que inclou set espècies de cigales periòdiques de l'est d'Amèrica del Nord, amb un cicle vital de 13 i 17 anys. Tot i que a vegades se'ls anomena «llagostes» es tracta d'un nom erroni, ja que les cigales pertanyen a l'ordre taxonòmic hemípters, subordre auquenorrincs, mentre que les llagostes són de l'ordre dels ortòpters. Magicicada pertany a la tribu Lamotialnini, un grup de gèneres amb representants a Austràlia, Àfrica i Àsia, així com a les Amèriques.
Les espècies de Magicicada passen al voltant del 99,5% de la seva llarga vida sota terra en un estat immadur anomenat nimfa. Mentre són sota terra, les nimfes s'alimenten de fluids del xilema procedents de les arrels d'arbres de fulla caduca a l'est dels Estats Units. A la primavera del seu 13è o 17è any, segons les espècies, les nimfes madures sorgeixen entre finals d'abril i principis de juny en una localitat determinada, de manera sincrònica i en gran nombre. Els adults estan actius durant només de 4 a 6 setmanes després de la fase de desenvolupament inusualment prolongada.
Els mascles s'agrupen als anomenats centres de cor i hi criden per atraure companyes. Les femelles fecundades ponen ous a les tiges de plantes llenyoses. Al cap de dos mesos de l'aparició original, el cicle vital es completa; les cigales adultes moren i les cries desapareix durant 13 o 17 anys més.

## Descripció
La cigala periòdica imago alada (adulta) té els ulls vermells i un tòrax dorsal negre. Les ales són translúcides amb venes ataronjades. La part inferior de l'abdomen pot ser de color negre, taronja o de ratlles amb taronja i negre, segons l'espècie.
Els adults solen tenir entre 2,4 i 3,3 cm, depenent de les espècies, aproximadament el 75% de la mida de la majoria de les espècies anuals de cigales que es troben a la mateixa regió. Les femelles madures són lleugerament més grans que els mascles.
Els mascles Magicicada solen formar grans agregacions que canten a cor per atreure les femelles receptives. Diferents espècies tenen diferents cançons característiques de crida. Les cigales periòdiques cassini i decula (incloent M. tredecula) tenen cançons que intercalen sons de brunzit i de clic.
Les cigales no poden picar i normalment no mosseguen. Com altres insectes d'auquenorrincs, tenen peces bucals que serveixen per perforar les plantes i xuclar-ne la saba. Aquestes peces bucals s'utilitzen durant l'etapa de nimfa per aprofitar les arrels subterrànies per obtenir aigua, minerals i hidrats de carboni i, en l'etapa adulta, per adquirir nutrients i aigua de les tiges de les plantes. La probòscide d'una cigala adulta pot perforar la pell humana quan es manipula, cosa que és dolorosa, però no és perjudicial. Les cigales no són verinoses i no hi ha evidències que elles o les seves mossegades puguin transmetre malalties.
Les cigales no representen una amenaça per a la vegetació madura, tot i que convé ajornar la plantació d'arbres o arbusts nous fins després de l'aparició prevista de les cigales periòdiques. Les plantes madures poques vegades pateixen danys duradors, però la posta d'ous pot provocar la destrucció o el debilitament de branques. Els arbres o arbusts joves es poden cobrir amb una gasa o una altra xarxa de malla amb forats de 1,0 cm de diàmetre o menys per evitar danys durant el període d'oviposició, que comença aproximadament una setmana després de la sortida dels primers adults i dura fins que totes les femelles han mort.

## Cicle de vida

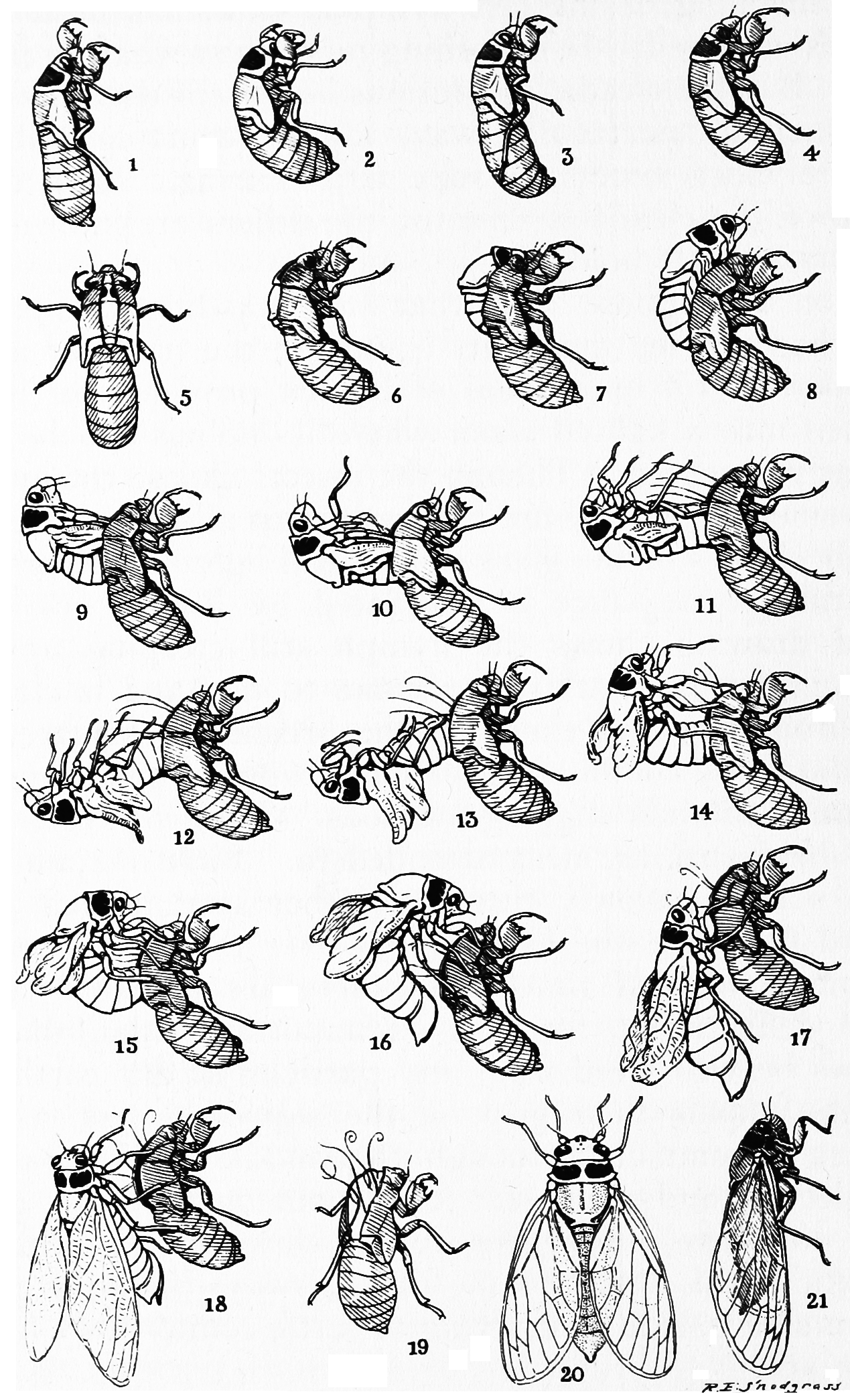
Transformació de la cigala periòdica de la nimfa madura a l'adult

Gairebé totes les cigales passen anys sota terra com a joves, abans d'emergir sobre la terra durant una curta etapa adulta de diverses setmanes a uns quants mesos. Les set espècies de cigales periòdiques s'anomenen així perquè, en qualsevol lloc, tots els membres de la població estan sincronitzats en el desenvolupament i sorgeixen com a adults alhora el mateix any. Aquesta periodicitat és especialment notable perquè els seus cicles de vida són molt llargs: 13 o 17 anys. Cap altra espècie de cigales al món (entre potser 3.000 espècies) sincronitza el seu desenvolupament d'aquesta manera.
En canvi, altres espècies maduren cada estiu i emergeixen mentre la resta de la població continua desenvolupant-se sota terra. Moltes persones es refereixen a aquestes espècies no periòdiques com a cigales anuals, ja que se’n veuen cada estiu. Els pocs cicles de vida coneguts de les espècies anuals oscil·len entre dos i deu anys, tot i que alguns podrien ser més llargs.
Les nimfes de les cigales periòdiques viuen sota terra, generalment a menys de 61 cm de la superfície, alimentant-se dels sucs de les arrels de les plantes. Les nimfes de les cigales periòdiques experimenten cinc etapes en el seu desenvolupament subterrani. Es diu que la diferència en el cicle de vida de 13 i 17 anys és el temps necessari per madurar la segona fase. Quan es troben sota terra, les nimfes es mouen endinsant-se sota terra i, a mesura que maduren, van detectant i alimentant-se d'arrels més grans.

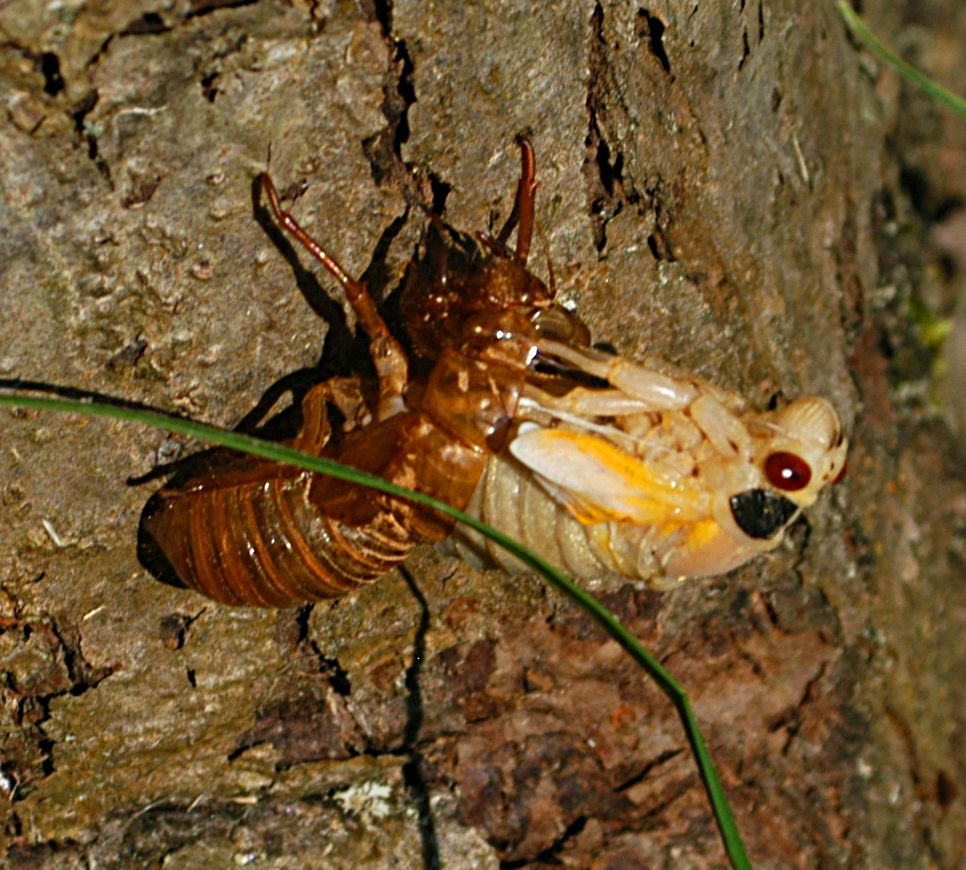
Magicicada muda

A finals d'abril i principis de juny de l'any d'aparició, les nimfes madures del cinquè cicle construeixen túnels a la superfície i esperen que la temperatura del sòl assoleixi un valor crític. En algunes situacions, les nimfes estenen les torretes de fang fins a uns quants centímetres per sobre de la superfície del sòl. No es coneix la funció d'aquestes torretes, però el fenomen s'ha observat en algunes cigales no periòdiques, així com en altres túnels d'insectes.
Les nimfes apareixen per primera vegada un vespre de primavera quan la temperatura del sòl a uns 20 cm de profunditat és superior a 17,9° C. A la majoria d'anys als Estats Units, això es tradueix a finals d'abril o principis de maig a l'extrem sud i de finals de maig a principis de juny a l'extrem nord. Les nimfes emergents poden fer l'ècdisi a la gespa o pujar d'uns pocs centímetres a més de 30 m per trobar un lloc adequat a les superfícies verticals properes per completar la seva transformació en adults. Se sotmeten a una muda final i després passen uns sis dies als arbres esperant que els seus exoesquelets s'endureixin completament. Just després d'eixir d'aquesta muda final, els adults tenerals són blanc trencat, però s'enfosqueixen en una hora.

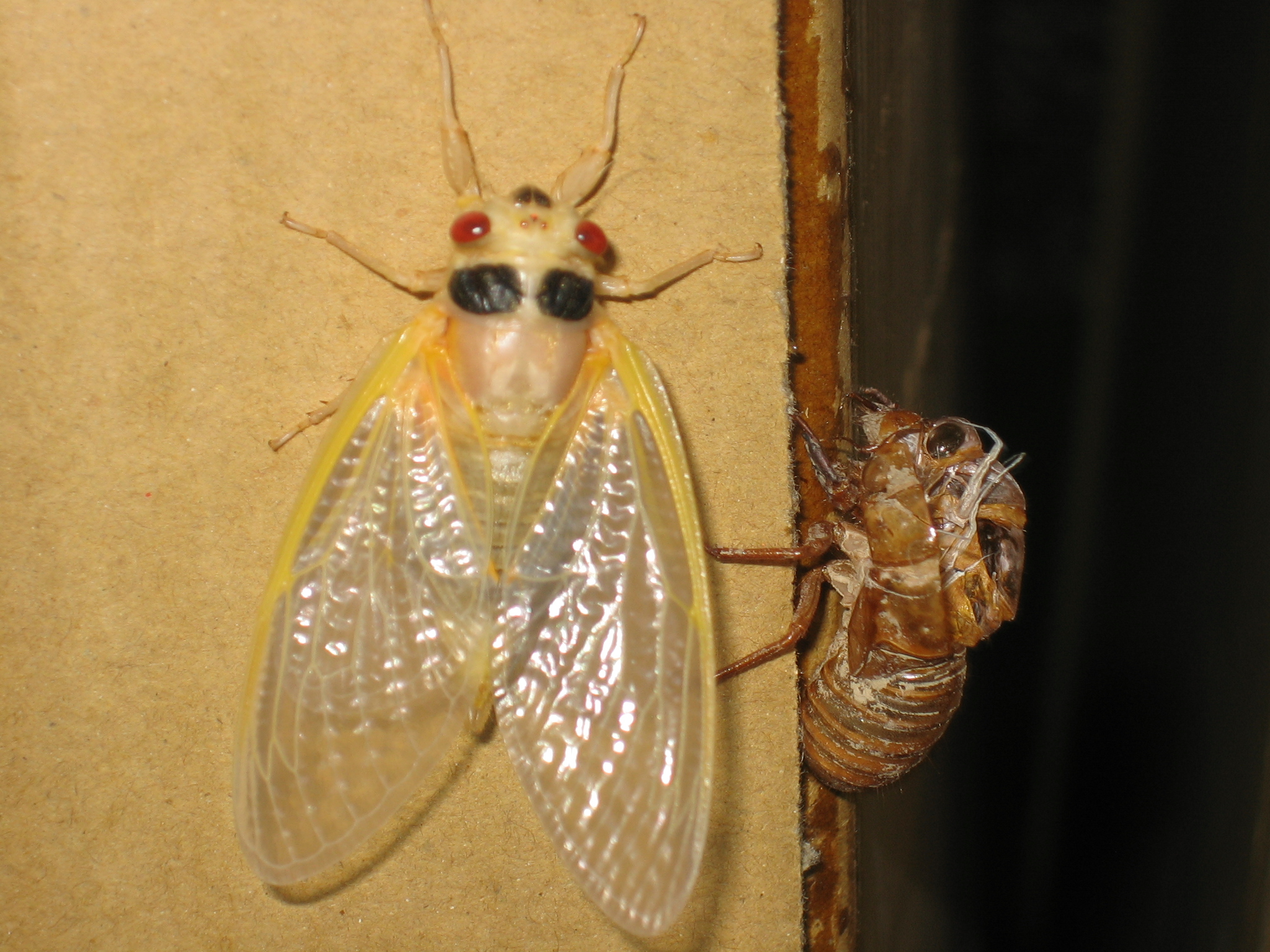
Magicicada En l'etapa final de ècdisi, previ a l'enduriment de l'exoesquelet nou. El exúvia descartat pot ser vist a la dreta del teneral imago

Les cigales periòdiques adultes només viuen unes poques setmanes; a mitjans de juliol, totes han mort. Les seves formes adultes de curta vida s'adapten a un propòsit: la reproducció. Els mascles "canten" una cançó d'aparellament específica de l'espècie; com altres cigales, produeixen sons forts amb els seus timbals. Els mascles cantants d'una sola espècie de magicicada formen agregacions (cors) que són atractives per a les femelles. Els mascles d'aquests cors alternen episodis de cant amb vols curts d'arbre a arbre a la recerca de femelles receptives. La majoria dels aparellaments es produeixen en arbres de "cor".
Les femelles receptores responen a les crides dels mascles específics amb cops d'ales temporals, que atrauen els mascles per aparellar-se. Els sons d'un "cor", un grup de mascles, poden ser ensordidors i poden arribar als 100 dB. A més de les seves cançons de "crida" o "congregació", els mascles produeixen una cançó de festeig distintiva quan s'apropen a una femella individual.

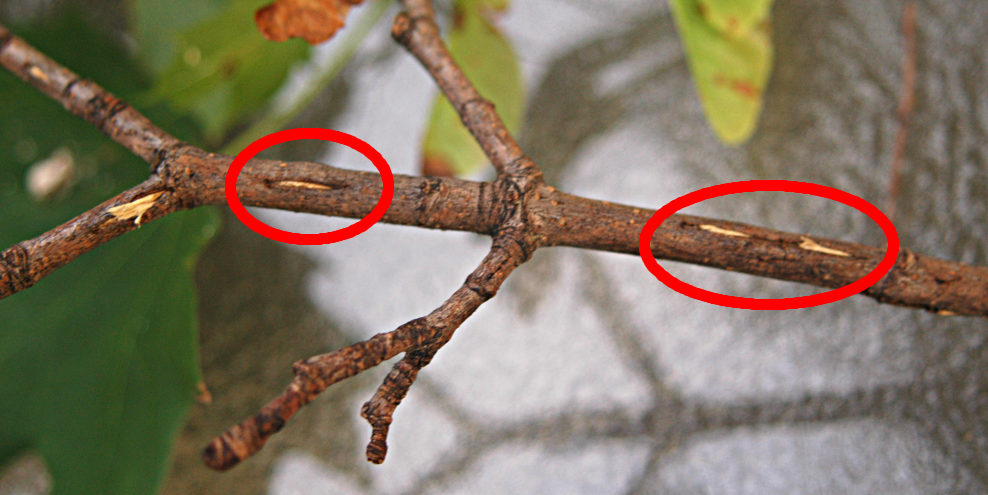
Esquerdes d'escorça amb nius d'ous

Tant els mascles com les femelles poden aparellar-se diverses vegades, tot i que la majoria de les femelles semblen aparellar-se només una vegada. Després de l'aparellament, cada femella talla escletxes en forma de V a l'escorça de les branquetes joves i hi pon uns 20 ous per arribar a una posta total de 600 ous o més. Al cap d'unes 6-10 setmanes, els ous es desclouen i les nimfes cauen a terra, on excaven i comencen un altre cicle de 13 o 17 anys.

## Estratègia de supervivència per sacietat dels depredadors

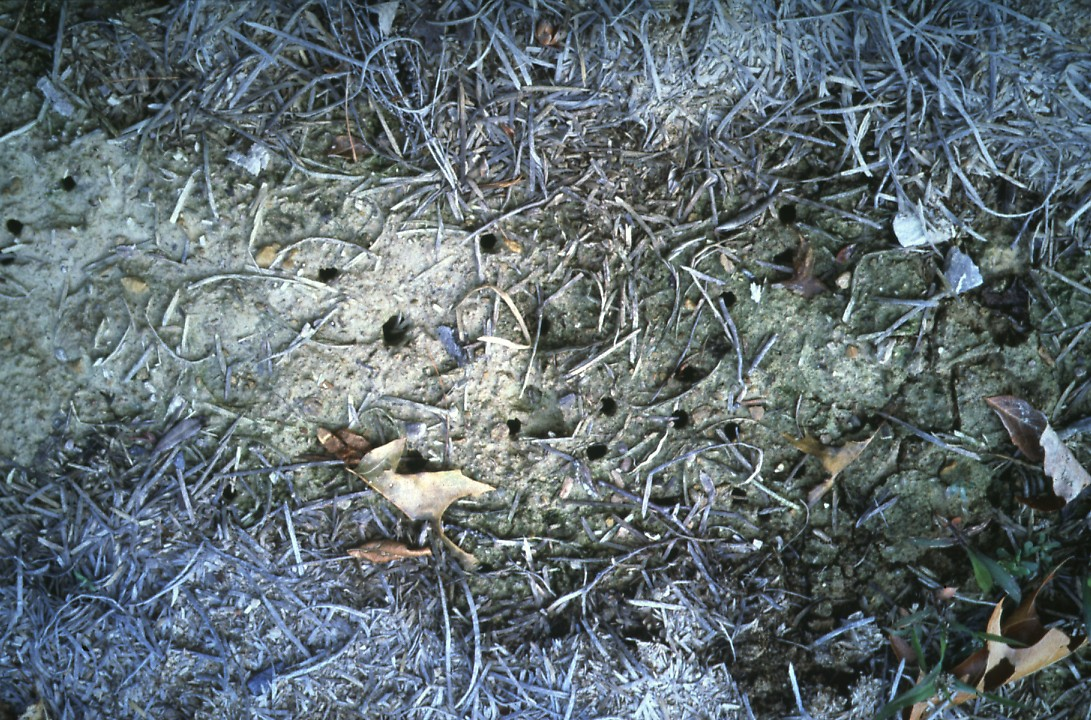
Forats d'aparició

Les nimfes emergeixen en gran quantitat, gairebé al mateix temps, de vegades més d'1,5 milions d'individus per acre (>370/m2). La seva aparició massiva és un tret de supervivència anomenat «sacietat dels depredadors»: durant la primera setmana després de l'aparició, les cigales periòdiques són una presa fàcil per a rèptils, aus, esquirols, gats, gossos i altres mamífers petits i grans.
Els primers entomòlegs van afirmar que el mecanisme de supervivència global de les cigales era simplement aclaparar els depredadors pel seu gran nombre, garantint la supervivència de la majoria dels individus. Més tard, es va plantejar que el fet que els períodes de desenvolupament fossin un nombre primer d'anys (13 i 17) era una estratègia d'evitació dels depredadors, adoptada per eliminar la possibilitat que els depredadors potencials rebessin impulsos periòdics de població sincronitzant les seves pròpies generacions amb divisors del període d'aparició de les cigales.
Segons aquesta hipòtesi, un depredador amb un cicle reproductiu de tres anys, que va coincidir amb un sorgiment de cries en un any determinat, haurà passat per quatre cicles més un any (12+1) o cinc cicles més dos anys (15+2) la propera vegada que surti la cria. D'aquesta manera, les generacions amb nombres primers presenten una estratègia per assegurar-se que gairebé sempre emergeixen quan una part dels depredadors als quals s'enfrontaran són sexualment immadurs i, per tant, incapaços d'aprofitar al màxim el subministrament d'aliments momentàniament il·limitat.
Un altre punt de vista converteix aquesta hipòtesi en les pròpies generacions de cigales. Es planteja que els temps de desenvolupament amb nombres primers representen una adaptació per evitar la hibridació entre cries. Es planteja la hipòtesi que aquest mètode inusual de segrestar diferents poblacions va sorgir quan les condicions eren extremadament dures. En aquestes condicions, la mutació que va produir temps de desenvolupament extremadament llargs va ser tan valuosa que les cigales que la posseïen van trobar beneficiós protegir-se de l'aparellament amb cigales que no tenien el tret de desenvolupament llarg. D'aquesta manera, les cigales de llarg desenvolupament van conservar un tret que els permetia sobreviure al període de forta pressió de selecció (és a dir, condicions dures) provocat per poblacions aïllades i baixades durant el període immediatament posterior a la retirada de les glaceres (en el cas de cigales, els estadis glacials del Plistocè). Quan es veu amb aquesta llum, l'estratègia de sacietat dels depredadors de les cigales només serveix per mantenir l'estratègia de supervivència a llarg termini de protegir el seu tret de desenvolupament llarg de les hibridacions que podrien diluir-la.
Aquesta hipòtesi d'hibridació va rebre suport posteriorment a través d'una sèrie de models matemàtics i continua sent l'explicació més àmpliament acceptada per a l'estratègia de supervivència inusualment llarga i sofisticada d'aquests insectes. Es va suposar que la durada del cicle estava controlada per un sol locus genètic, amb un cicle de 13 anys dominant al de 17 anys, però aquesta interpretació segueix sent controvertida i no fonamentada a nivell d'ADN.

### Impacte en altres poblacions
Els cicles de les poblacions de cigales són prou significatius com per afectar altres poblacions d'animals i plantes. Per exemple, s'ha observat que el creixement dels arbres disminueix l'any anterior a l'aparició d'una cria a causa de l'augment de l'alimentació de les arrels per part de les nimfes en creixement. S'ha observat que els talps, que s'alimenten de nimfes, funcionen bé durant l'any anterior a l'aparició, però que la població sofreix un declivi l'any següent a causa de la reducció de la font d'aliments. Les poblacions de gall dindi salvatge responen favorablement a l'augment de la nutrició en el subministrament d'aliments degut al consum de cigales adultes caigudes a terra al final del seu cicle vital. Les carcasses de cigales periòdiques sense menjar es descomponen a terra, proporcionant un impuls de recursos a la comunitat forestal.

## Generacions
Les cigales periòdiques s'agrupen en generacions repartides geogràficament, en funció de l'any natural en què surten. Per exemple, el 2014, la generació XXII de 13 anys va sorgir a Louisiana i la generació III de 17 anys a l'oest d'Illinois i l'est de Iowa.
El 1898, l'entomòleg Charles Lester Marlatt va assignar números romans a 30 generacions diferents de cigales periòdiques: 17 generacions diferents amb un cicle de vida de 17 anys, a les quals va assignar els números de generació del I al XVII (amb els anys emergents 1893 a 1909); més 13 generacions amb un cicle de 13 anys, a les quals va assignar els números de generació del XVIII al XXX (1893 a 1905).

No obstant això, moltes d'aquestes hipotètiques 30 generacions no s'han observat. A més, dos dels números de generacions assignats per Marlatt (generacions XI i XXI) van existir alhora, però s'han extingit. L'esquema de numeració de Marlatt s'ha mantingut per comoditat (i perquè separa clarament els cicles de vida de 13 i 17 anys), tot i que avui dia només se sap que subsisteixen 15 generacions.

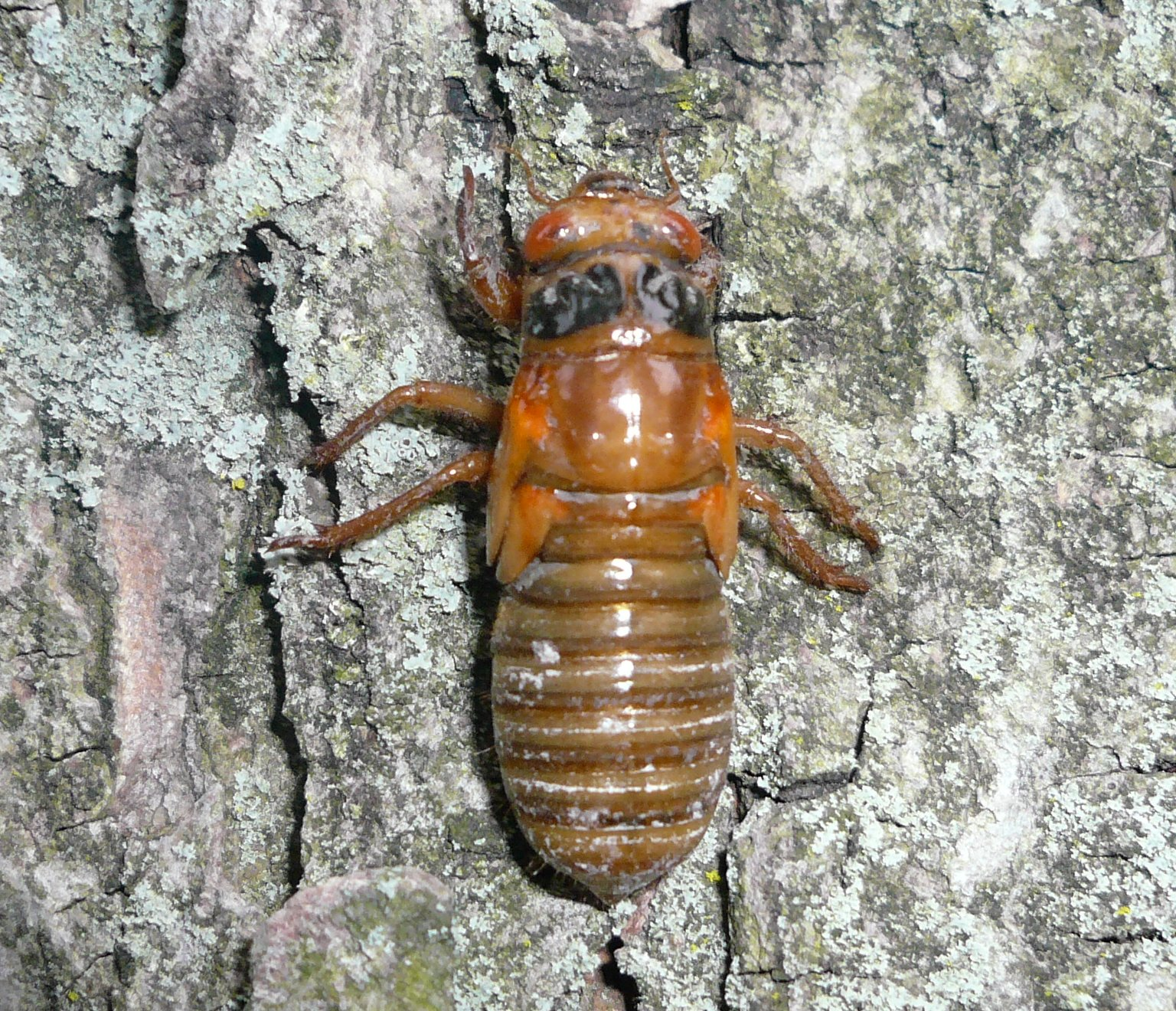
Generació XIII nimfa de cigala periòdica
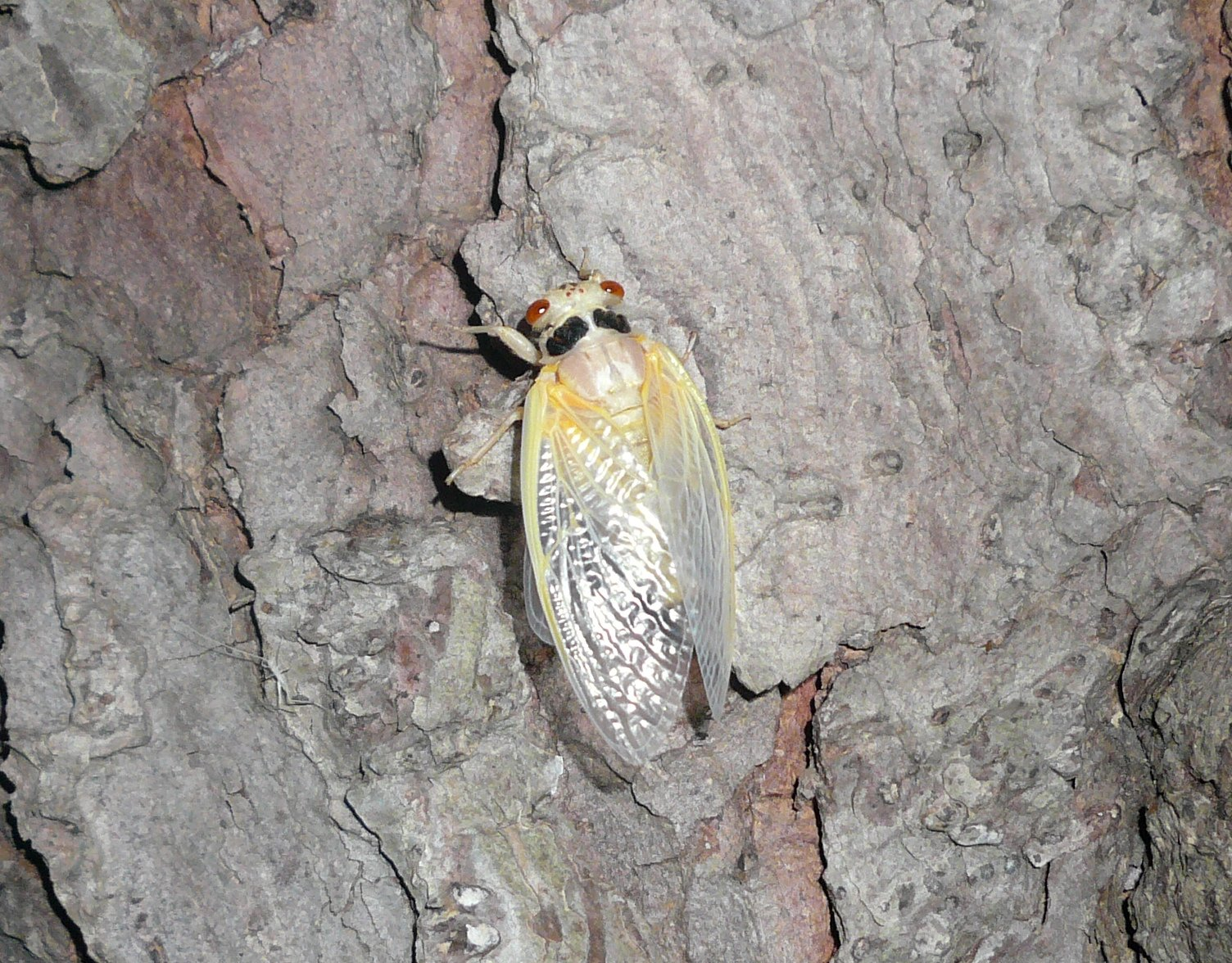
Generació XIII cigala periòdica
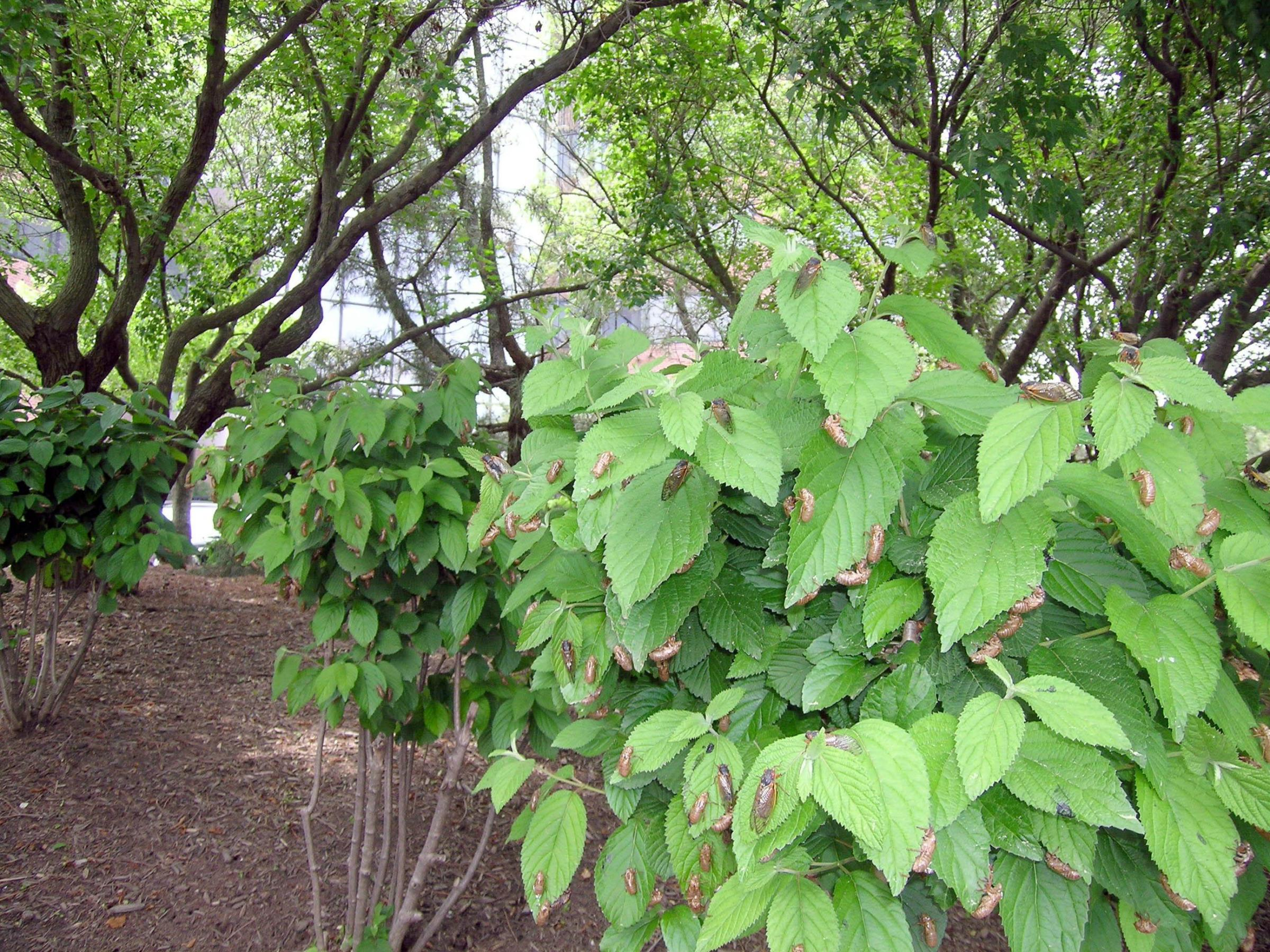
Magicicada (Ecdysis adults i exoesquelets de repartiment) sobre vegetació
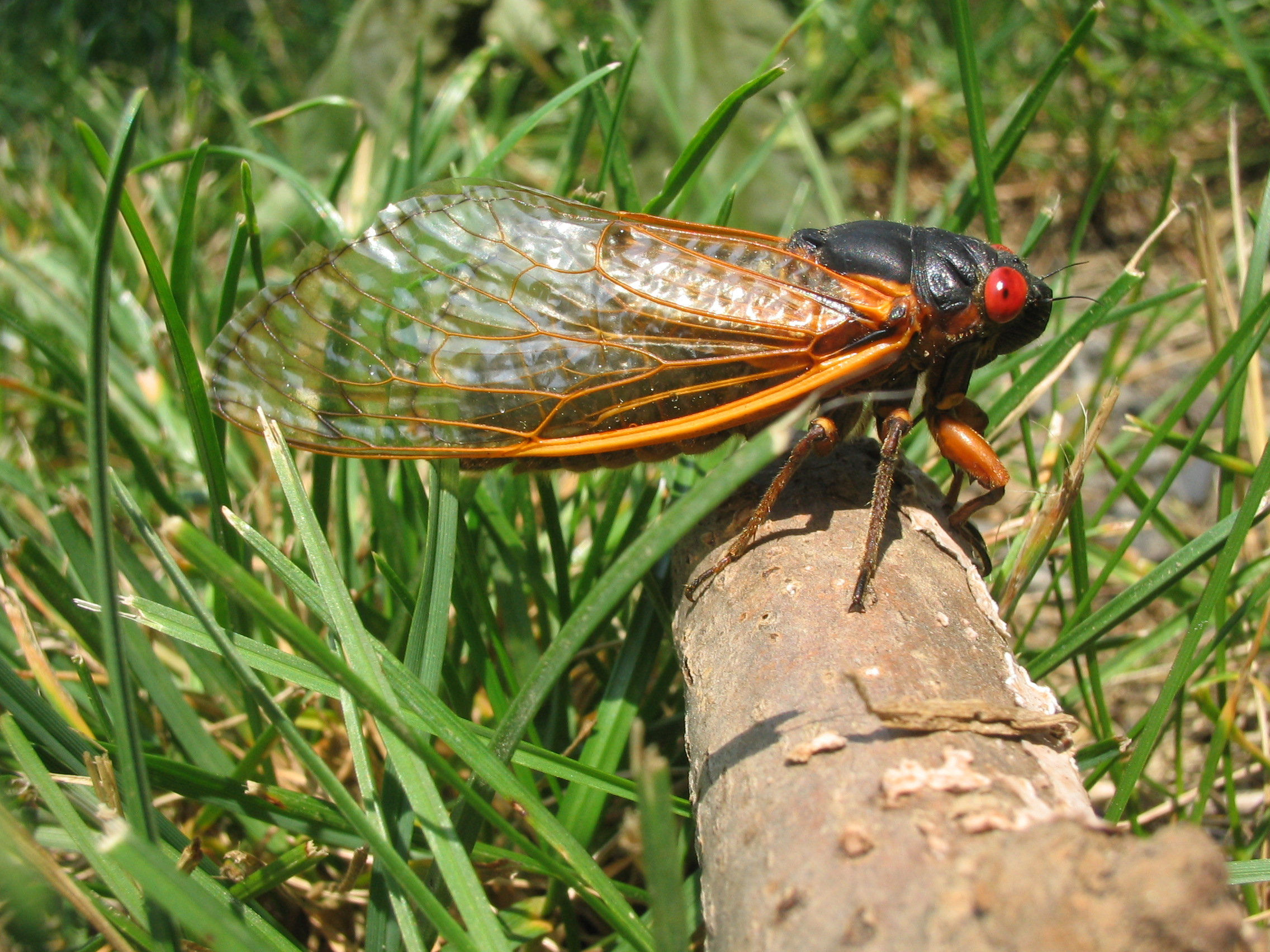
Cria X cigala periòdica (Magicicada septendecim) (Princeton, N.J., 2004)
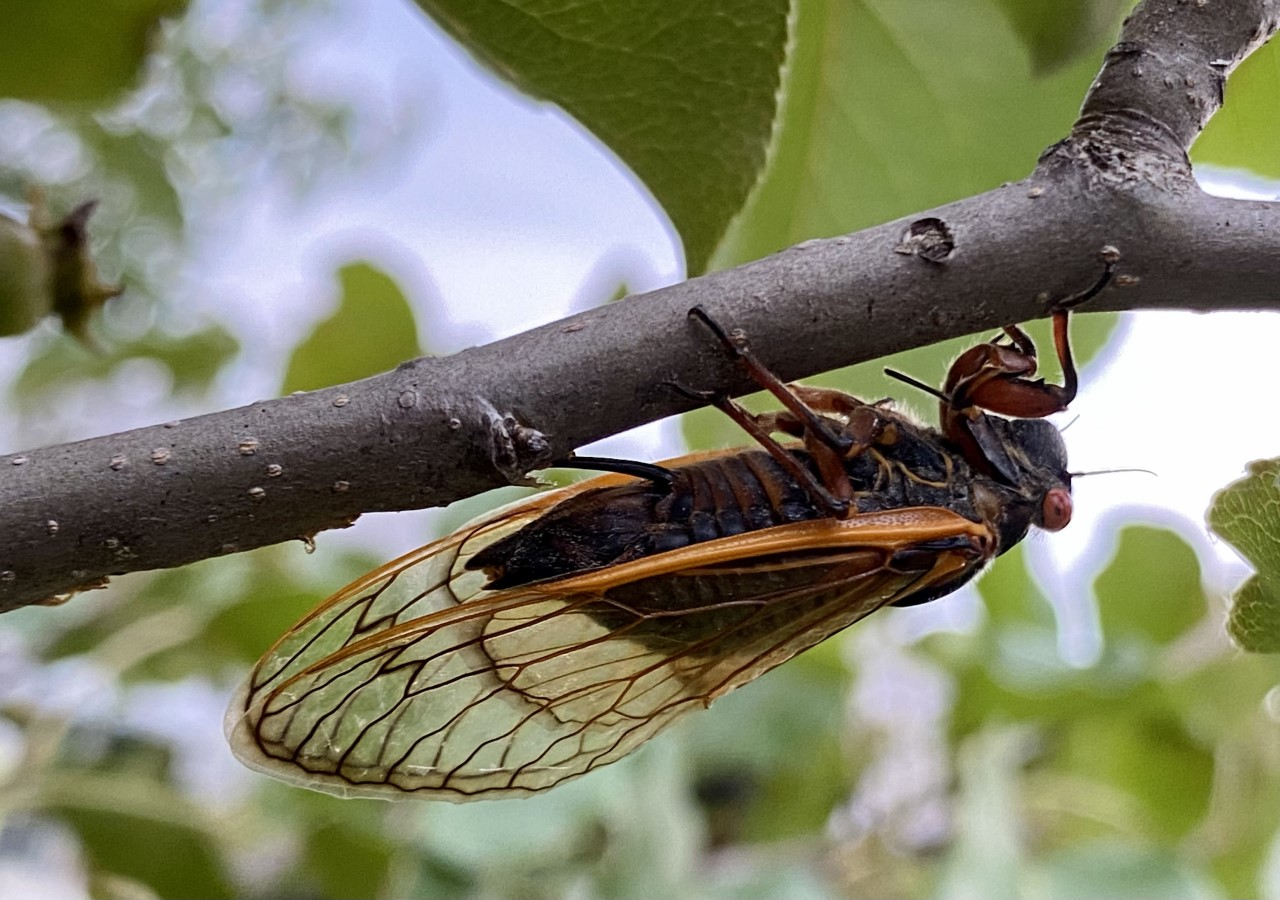
Generació X, 17 anys, Magicicada ovipositant ous dins la branca d'un arbre

| Nom             | Renom                                          | Cicle (anys) | Última aparició | Pròxima aparició | Extensió |
| --------------- | ---------------------------------------------- | ------------ | --------------- | ---------------- | --- |
| Generació I     | Generació Blue Ridge                           | 17           | 2012            | 2029             | Virgínia occidental, Virgínia de l'Oest |
| Generació II    | Generació Costa de l'Est                       | 17           | 2013            | 2030             | Connecticut, Maryland, Carolina del Nord, Nova Jersey, Nova York, Pennsilvània, Delaware, Virginia, Districte de Colúmbia                                                                                 |
| Generació III   | Generació de Iowan                             | 17           | 2014            | 2031             | Iowa |
| Generació IV    | Generació de Kansan                            | 17           | 2015            | 2032             | Nebraska oriental, Sud Oest d'Iowa, Kansas oriental, Missouri occidental, Oklahoma, Texas del nord |
| Generació V     |                                                | 17           | 2016            | 2033             | Ohio oriental, Maryland Occidental, Sud Oest de Pennsilvània, Nord Oest de Virginia, Virgínia de l'Oest, Nova York (Comtat de Suffolk)                                                                    |
| Generació VI    |                                                | 17           | 2017            | 2034             | Geòrgia del nord, Carolina del Nord occidental, Nord Oest de Carolina del Sud |
| Generació VII   | Generació d'Onondaga                           | 17           | 2018            | 2035             | Nova York central (Onondaga, Cayuga, Seneca, Ontario, Comtats de Yates)[Nota 1] |
| Generació VIII  |                                                | 17           | 2019            | 2036             | Ohio oriental, Pennsilvània occidental, Virgínia de l'Oest del nord |
| Generació IX    |                                                | 17           | 2020            | 2037             | Sud Oest de Virginia, Virgínia de l'Oest del sud, Carolina del Nord occidental |
| Generació X     | Gran generació oriental                        | 17           | 2021            | 2038             | Nova York, Nova Jersey, Pennsilvània, Delaware, Maryland, Districte de Colúmbia, Virginia, Virgínia de l'Oest, Carolina del Nord, Georgia, Tennessee, Kentucky, Ohio, Indiana, Illinois, Michigan[Nota 2] |
| Generació XI    |                                                | 17           | 1954            | Extingit         | Vist per darrera vegada el 1954 a Ashford, Connecticut al llarg del riu Fenton |
| Generació XIII  | Generació d'Illinois del nord                  | 17           | 2007            | 2024             | Illinois del nord i en parts d'Iowa, Wisconsin i Indiana[Nota 3] |
| Generació XIV   |                                                | 17           | 2008            | 2025             | Ohio del sud, Kentucky, Tennessee, Massachusetts, Maryland, Carolina del Nord, Pennsilvània, Geòrgia del nord, Sud oest de Virginia i Virgínia de l'Oest, i parts de Nova York i Nova Jersey              |
| Generació XIX   | Gran generació del sud                         | 13           | 2011            | 2024             | Alabama, Arkansas, Georgia, Indiana, Illinois, Kentucky, Luisiana, Maryland, Missouri, Mississipi, Carolina del Nord, Oklahoma, Carolina del Sud, Tennessee, i Virginia[Nota 4]                           |
| Generació XXI   | Generació de Florida                           | 13           | 1870            | Extingit         | Últim enregistrat el 1870, la gamma històrica va incloure el Florida panhandle |
| Generació XXII  | Generació de Baton Rouge                       | 13           | 2014            | 2027             | Luisiana, Mississipi[Nota 5] |
| Generació XXIII | Generació de la vall del riu Lower Mississippi | 13           | 2015            | 2028             | Arkansas, Illinois, Indiana, Kentucky, Luisiana, Missouri, Mississipi, Tennessee |
|                 |                                                |              |                 |                  | |

### Mapa de localització de les generacions

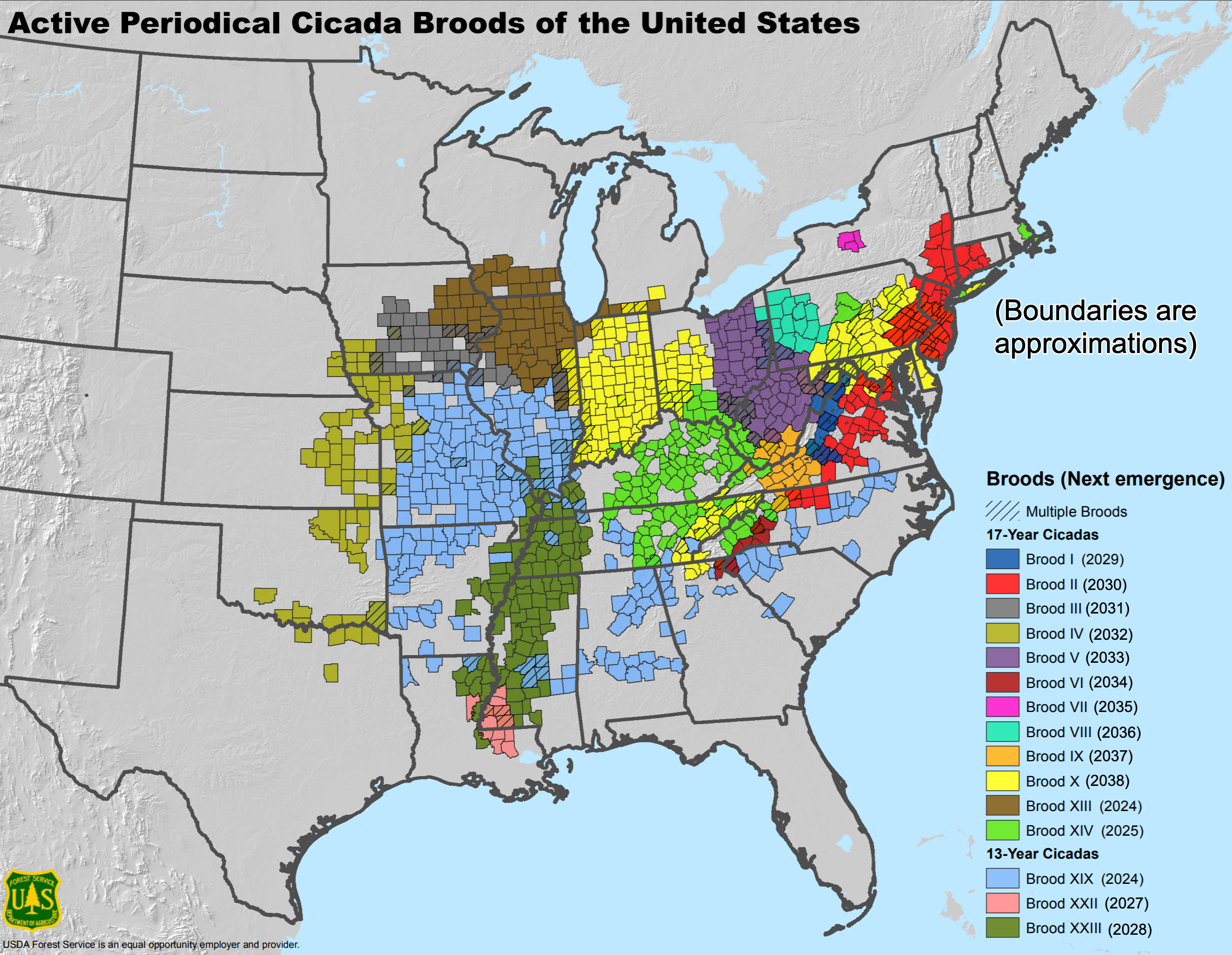
Mapa de les ubicacions de generacions de cigales periòdiques per comtat i calendari de la propera aparició (Servei Forestal de l'USDA, a partir de 2013)

## Taxonomia

### Filogènia
Magicicada és membre de la tribu cigala Lamotialnini, que es distribueix a nivell mundial a part de Sud-amèrica. Tot i que Magicicada només es troba a l'est d'Amèrica del Nord, es creu que els seus parents més propers són els gèneres Tryella i Aleeta d'Austràlia, sent Magicicada germana del clade que conté Tryella i Aleeta. Dins de les Amèriques, es creu que el seu parent més proper és el gènere Chrysolasia de Guatemala.

### Espècie
A Magicicada hi ha set espècies reconegudes: tres espècies de 17 anys i quatre de 13. Aquestes set espècies també de vegades s'agrupen de manera diferent en tres subgrups, l'anomenat grup d'espècies Decim, grup d'espècies Cassini i grup d'espècies Decula, que reflecteixen fortes semblances de cada espècie de 17 anys amb una o més espècies amb un cicle de 13 anys.
| Cicle de 17 anys | Cicle de 17 anys                                | Cicle de 17 anys                       | Cicle de 17 anys     | Grup d'espècies | Cicle de 13 anys                               | Cicle de 13 anys                                | Cicle de 13 anys | Cicle de 13 anys     |
| Imatge           | Nom científic                                   | Nom comú                               | Distribució          | Grup d'espècies | Imatge                                         | Nom científic                                   | Nom comú         | Distribució          |
| ---------------- | ----------------------------------------------- | -------------------------------------- | -------------------- | --------------- | ---------------------------------------------- | ----------------------------------------------- | ---------------- | -------------------- |
|                  | Magicicada septendecim (Linnaeus, 1758)         | 17-any llagosta, cigala de Faraó       | Canadà, Estats Units | Decim           |                                                | Magicicada tredecim (Walsh & Riley, 1868)       |                  | Sud Est Estats Units |
|                  | Magicicada septendecim (Linnaeus, 1758)         | 17-any llagosta, cigala de Faraó       | Canadà, Estats Units | Decim           | Magicicada neotredecim Marshall & Cooley, 2000 |                                                 | Estats Units     |                      |
|                  | Magicicada cassinii (Fisher, 1852)              | Cigala de 17 anys, cigala no periòdica | Estats Units         | Cassini         |                                                | Magicicada tredecassini Alexander & Moore, 1962 |                  | Estats Units         |
|                  | Magicicada septendecula Alexander & Moore, 1962 |                                        | Estats Units         | Decula          |                                                | Magicicada tredecula Alexander & Moore, 1962    |                  | Estats Units         |

Tingueu en compte que, tot i que l'ortografia original i correcta de les espècies de Fisher de 17 anys és cassinii, amb doble 'i' final, una gran majoria de publicacions han escrit el nom de cassini des de mitjans dels anys seixanta. Tanmateix, l'ortografia original s'ha mantingut al llarg dels catàlegs taxonòmics i les regles de nomenclatura donen suport a la prioritat de cassinii (article 33.4). L'ortografia correcta per al parent de 13 anys és tredecassini.

### Evolució i especiació
No només els cicles de vida periòdics de les cigales són curiosos per l'ús dels nombres primers 13 o 17, sinó que la seva evolució també està intricadament lligada a canvis d'un o quatre anys en els seus cicles de vida. Els canvis d'un any són menys comuns que els canvis de quatre anys i probablement estan lligats a la variació de les condicions climàtiques locals. Les emergències primerenques i tardanes de quatre anys són freqüents i impliquen una proporció molt més gran de la població que els canvis d'un any. S'entén que les diferents espècies s'originen a partir d'un procés d'especiació al·locrònica, en què les subpoblacions d'espècies que s'aïllen les unes amb les altres a la llarga acaben també aïllades reproductivament.
Investigacions recents suggereixen que en cigales periòdiques existents, els cicles de vida de 13 i 17 anys van evolucionar almenys vuit vegades diferents en els darrers 4 milions d'anys i que diferents espècies amb cicles de vida idèntics van desenvolupar la seva distribució geogràfica superposada sincronitzant els seus cicles de vida amb el poblacions dominants existents. El mateix estudi estima que el grup d'espècies Decim es va dividir de l'avantpassat comú dels grups d'espècies Decula i Cassini fa uns 4 milions d'anys (Mya). Al voltant de 2,5 Mya, els grups Cassini i Decula es separen els uns dels altres.
The Sota et al. El document (2013) també calcula que la primera separació de les cigales existents de 13 anys de les cigales de 17 anys es va produir al grup Decim fa uns 530.000 anys, quan el sud de M. tredecim es va separar del nord de M. septendecim. El segon esdeveniment destacat va tenir lloc fa uns 320.000 anys amb la separació del grup Cassini occidental dels seus específics a l'est. Els clats Decim i Decula van experimentar escissions occidentals similars, però es calcula que es van produir fa 270.000 i 230.000 anys, respectivament. Les escissions de 13 i 17 anys a Cassini i Decula es van produir després d'aquests fets.
Les cigales de 17 anys ocupen majoritàriament territori antigament glacial i, com a resultat, les seves relacions filogeogràfiques reflecteixen els efectes de la contracció repetida en refugis glacials (illes petites d'hàbitat adequat) i la seva posterior expansió durant múltiples períodes interglacials. A cada grup d'espècies, Decim, Cassini i Decula, la signatura dels períodes glacials es manifesta avui en tres subdivisions genètiques filogeogràfiques: un subgrup a l'est dels Apalatxes, un mig oest i un a l'extrem occidental de la seva àrea de distribució.

## Distribució
Les cigales periòdiques de 17 anys es distribueixen pels estats de l'Est, l'alt Midwestern i les Grans Planes dels Estats Units, mentre que les cigales de 13 anys es produeixen als estats del sud i de la vall del Mississipi, però algunes es poden superposar lleugerament. Per exemple, les generacions IV (cicle de 17 anys) i XIX (cicle de 13 anys) se superposen a l'oest de Missouri i a l'est d'Oklahoma. Les seves emergències haurien de tornar a coincidir el 2219, el 2440, el 2661, etc., tal com van fer el 1998 (tot i que les distribucions canvien lleugerament de generació en generació i els mapes de distribució més antics poden ser poc fiables).

## Simbiosi
Magicicada no és capaç d'obtenir tots els aminoàcids essencials a partir del fluid diluït del xilema que s'alimenta i, en canvi, depèn de bacteris endosimbiótics que proporcionen vitamines i nutrients essencials per al creixement. Els bacteris del gènere Hodgkinia viuen dins de cigales periòdiques i creixen i es divideixen durant anys abans que els esdeveniments de reproducció de cigales puntuals imposen una selecció natural a aquests bacteris per mantenir una relació mútuament beneficiosa. Com a resultat, el genoma de Hodgkinia s'ha fraccionat en tres espècies bacterianes independents que contenen cadascuna només un subconjunt de gens essencials per a aquesta simbiosi. Ara l'amfitrió requereix els tres subgrups de simbionts, ja que només el complement complet dels tres subgrups proporciona a l'amfitrió tots els seus nutrients essencials. La simbiosi Hodgkinia-Magicicada és un poderós exemple de com els endosimbionts bacterians impulsen l'evolució dels seus hostes.

## Història
El primer relat conegut d'una gran aparició de cigales va ser en un informe de 1633 de William Bradford, governador de la colònia de Plymouth, que s'havia establert el 1620 dins del futur estat de Massachusetts.
Els relats històrics citen els informes de recurrències de 15 a 17 anys d'un gran nombre de sorolloses cigales emergents escrites ja el 1733. Pehr Kalm, naturalista suec que va visitar Pennsilvània i Nova Jersey el 1749 en nom del govern de la seva nació, va observar a finals de maig una emergència d'aquest tipus. Va descriure documents (inclòs un de Benjamin Franklin) que havien registrat l'aparició des del sòl d'un gran nombre de cigales a Pennsilvània el maig de 1715 i el maig de 1732. Va assenyalar que les persones que havien preparat aquests documents no havien fet aquests informes en altres anys. Kalm va assenyalar, a més, que d'altres havien vist cigales només ocasionalment abans dels grans eixams de 1749. Va afirmar que no havia sentit cigales a Pennsilvània i Nova Jersey el 1750 en els mateixos mesos i zones on n'havia sentit moltes el 1749.
Basat en el relat de Kalm i en un exemplar que Kalm havia proporcionat, Carl Linnaeus va anomenar el 1758 l'insecte Cicada septendecim a la desena edició del seu Systema Naturae.
El 1766, Moses Bartram va descriure a les seves «Observations on the cicada, or locust of America, which appears periodically once in 16 or 17 years» la següent aparició de la generació X que Kalm havia observat el 1749. Bartram va assenyalar que en sortir dels ous dipositats a les branques dels arbres, els insectes joves van córrer cap a la terra i "van entrar a la primera obertura que van poder trobar". Va informar que havia estat capaç de descobrir-los a 10 peus (3 m) per sota de la superfície, però que, segons els informes, altres els havien trobat a 30 peus (9 m) de profunditat.
El 1775, Thomas Jefferson va registrar en el seu "Garden Book" la periodicitat de 17 anys de la generació II, escrivint que un conegut recordava els "grans anys de la llagosta" del 1724 i del 1741, que ell i altres recordaven un altre any així el 1758 i que els insectes havien tornat a sorgir del sòl a Monticello el 1775. Va observar que les femelles ponien els ous a les petites branquetes dels arbres mentre es trobaven sobre la terra.
El 1777 (i de nou el 1998) a la regió de Sant Lluís, van sorgir juntes generacions separades de 13 i 17 anys.
L'abril de 1800, Benjamin Banneker, que vivia a prop d'Ellicott's Mills, Maryland, va escriure al seu llibre de registre que recordava un "gran any de llagosta" el 1749, un segon el 1766 durant el qual els insectes semblaven "tan nombrosos com el primer", i un tercer el 1783. Va predir que els insectes de la generació X "es podrien esperar de nou l'any 1800, que és disset des de la seva tercera aparició per a mi".

## Ús com menjar humà
Les espècies de Magicicada són comestibles quan es couen. Històricament han estat menjades pels pobles indígenes d'Amèrica, que els rostien en forns calents, remenant-los fins que quedessin ben rossos.